# おとめ妖怪 ざくろ
『おとめ妖怪 ざくろ』（おとめようかい ざくろ）は、星野リリィによる日本の漫画作品。通称『ざくろ』。『コミックバーズ』（幻冬舎コミックス）で連載していたが、2016年より育児のため休載。その後、『comicブースト』（同）にて2023年秋に連載再開されることが発表され、2024年1月26日より連載が再開された。
2010年10月から2011年1月までテレビアニメが放送された。2017年に舞台化作品が上演（後述）。

## あらすじ
舞台は人間と妖怪が共存する日本。月の満ち欠けとともに営んでいた生活が改暦によって、太陽の巡りとともに生きていくこととなった。しかし、人間側の勝手な改暦に反発した反対派の妖怪たちが、様々な問題を起こすようになってしまう。陸軍と妖怪は妖怪絡みの問題を解決するため、新組織「妖人省」を立ち上げた。
妖人省に招集された半妖のざくろ・薄蛍・雪洞&鬼灯と、陸軍軍人の総角景・芳野葛利剱・花桐丸竜はそれぞれチームを組み、不可思議な事件に立ち向かう。

## 登場人物
※ 声はテレビアニメのキャスト。演は舞台版のキャスト。

### 妖人省
西王母桃（ざくろ）
声 - 中原麻衣 / 演 - 野田和佳子
主人公。半妖。総角とコンビを組む。
喧嘩独楽が得意の、強気でお転婆な少女。非常に強い妖力を持ち、加えて歌がなくともその妖力を自在に扱えるため、戦闘能力は妖人省の中でもずば抜けて高い。初対面で王子様のような総角に運命を感じるが、直後に妖怪を差別する本性を知って幻滅する（名前も呼ばなくなる）。しかし、彼の他の面を知るにつれて信頼するようになり、次第に惹かれていく。ただし意地っ張りな性格のため、総角への好意を素直に態度で表せないことが多い。文明開化に対しては否定的で、バテレンを毛嫌いしている。ラムネや金平糖を好む一方で牛乳を嫌うが、それが入っているとわからないもの（ビスケットなど）は普通に食べられる。
出生や能力については当人の記憶が曖昧であったことも手伝って長らく謎のままであったが、神がかりの里での一件を通してその秘密を知ることになる。またこれ以降、妖力や妖人のみを消すという力を使えるようになり、発動時は顔に文様が浮き出て背には蝶の羽が出現する。ただし、本人曰くこの力は「母様の物だから私が使えるはずがない」らしく、依然として謎は多い。
女学校への潜入任務では、「花楯ざくろ」として一年生のクラスに転入することになる。ただし、琴や生け花といった嗜みについてはからっきしであることやその性格故にクラスでは後ろ指を指され、また人間社会にも疎いことから、女学校特有の習わしにも慣れないなど苦労が続いている。
なお、自身の胸の発育を気にしている節がある。
総角 景（あげまき けい）
声 - 櫻井孝宏 / 演 - 遊馬晃祐
もう1人の主人公。帝国陸軍少尉。ざくろのパートナー。
由緒ある軍人家系を継ぐ総角家の嫡男。表向きは優雅な立ち振る舞いの美男だが、実は妖人が大の苦手なヘタレ。情けない面を持ちつつも仕事に対しては真摯かつ誠実で、心優しい性格の青年。また、豊かな包容力を持っており、ざくろの精神的な支えともなる存在である。ざくろとは出会った当初から喧嘩が多いものの、良き相棒となりつつある。タエの恋心に気付いていないなど色恋沙汰には鈍感だが、ざくろへの特別な感情を自覚し、神がかりの里の一件で本人に対し打ち明けている。以降は気持ちを素直に表しており、婚約すらも構わないと言うほどになっている。
薄蛍（すすきほたる）
声 - 花澤香菜  / 演 - 高橋優里花
ざくろの幼馴染の半妖。利劔とコンビを組む。
お淑やかで内気ではあるが、芯は強い性格。当初は大柄な利劔に恐れを抱くが、彼の優しさに心を開き、仲睦まじい関係に至っている。。暦を使った運勢占いが得意。身体を接触させることで、物体や人体に宿る記憶を読み取る能力を持つ。幼少時代は、山奥の小さな家で血の繋がらない老婆と仲良く暮らしていた。老婆が病気で亡くなった後に、路頭に迷っていたところを櫛松に拾われる。
女学校への潜入任務では利劔の妹として、「芳野葛蛍」と名乗って二年生のクラスへと入っている。学校内では「憧れの才色兼備お姉様」として通っており、話しかけただけで失神する者が出るほどの人気を誇る。ただし本人は、そのような性格を演じるのに必死である。また、芳野葛家の人々、特に利劔の妹達からは良い顔をされておらず、また利劔とも接する機会が少なくなっていることもあって、それらについて悩む一面も見せる。
芳野葛 利劔（よしのかずら りけん）
声 - 日野聡、演 - 脇崎智史
帝国陸軍少尉。薄蛍のパートナー。
大柄で口数の少ない一見強面の軍人だが、実は思いやりのある性格。自分の能力について悩む薄蛍をフォローするなど頼りになる面が多く、彼女のことを非常に大切に思っている。総角とは士官学校で同期だった。
雪洞（ぼんぼり）、鬼灯（ほおずき）
声 - 豊崎愛生（雪洞）、堀江由衣（鬼灯） / 演 - 椙山さと美（劇団鹿殺し）（雪洞）、富田麻帆（鬼灯）
双子の半妖。丸竜とコンビを組む。
雪洞が姉で鬼灯が妹。息がピッタリで丸竜を非常に気に入っている。うれしい事があると丸竜の腕に左右同時に抱きつく事がある。自らの霊魂を式神に憑依させる能力を持ち、主に花弁を媒介として用いる。幼い頃は人里から離れた洞窟に住んでいたが、人間に殺されそうになったところを櫛松に救われた。大切な人を守るためなら自己犠牲も厭わない、強い心を秘めている。丸竜に「髪型がチョロギに似ている」と言われ傷付いたが、直後に丸竜の（とっさの言い訳ではあるが）「僕はチョロギが好きなので素敵な髪だと思った」という旨の発言で機嫌を直した。しかし、その発言を真に受けた二人は、花見の時に大量のチョロギを丸竜のために用意して丸竜を青ざめさせた。
公式の設定によれば、二人はほぼ同じデザインで描かれているため、見分けるポイントは立ち位置と声しかない。
花桐 丸竜（はなきり がんりゅう）
声 - 梶裕貴、演 - 阿部快征
帝国陸軍少尉。雪洞と鬼灯のパートナー。
最年少で将校（少尉）になった少年。自信家で少々生意気な性格だが、素直で少年らしい所もある。スキンシップが激しい雪洞と鬼灯に振り回されることが多いものの、彼女たちのことは好いており、他の人では見分けがつかないであろう雪洞と鬼灯の違いを自然体で見分けることができる。ある事件をきっかけに何の助けにもなれなかったことに自信を持てなくなったこともある。
豆蔵（まめぞう）
声 - 岡本信彦
ざくろの付喪神で山彦の妖人。陽気な性格で、関西弁風の口調で話す。戦闘時には、ざくろの刀になる小枝を体内から取り出す。アニメ版では、総角にまとわりついてちょっかいを出すことが多い。ぬいぐるみ版もある。
櫛松（くしまつ）
声 - 小宮和枝
キツネの妖人で、妖人省の指示者。ざくろたちの母親的存在でもある。昔は、いづなとしてざくろの母親に仕える妖怪だった。
雨竜寿（あまりょうじゅ）
声 - 石住昭彦
ゾウの妖人。妖人省の最高責任者。少々過保護な櫛松を嗜めたりと、常に落ち着いた態度で構えている。
桜（さくら）
声 - 井口裕香
子供の妖人。いつも桐と一緒にざくろたちの周りで遊んでおり、特に総角に懐いている。戦闘時には、薄蛍の刀になる小枝を体内から取り出す。
桐（きり）
声 - 田村睦心
桜と仲良しな子供の妖人。戦闘時には、雪洞と鬼灯の刀になる小枝を体内から取り出す。
三升（みつます）、三扇（みつおうぎ）、三葉杏（みつばいちょう）
声 - 芝原チヤコ（三升）、関山美沙紀（三扇）、斉藤貴美子（三葉杏）
タヌキの妖人。妖人省の雑用を担当している。全員が瓜二つの外見と他人に化ける能力を持っており、常に三人組で行動している。ゴシップが大の好物で、ざくろたちの恋愛事情にも度々首を突っ込んでは楽しんでいる。少なくとも原作ではざくろに化けた場合、ざくろ本人も豆蔵を呼び「本気にならなければ負ける」ほど、強くなるらしい。

### 神がかりの里
いづなの術を使うもの達が集まる集落。自らを「神に近いもの」と評し、人間を見下している。
沢鷹（おもだか） / 花楯 鷹敏（はなだて たかとし）
声 - 近藤孝行、少年時代 - 田村睦心、演 - 安里勇哉（TOKYO流星群）
帝国陸軍中尉で、総角たちの上官に当たる。
一見、妖人にも好意的な態度で接する人当たりの良い好青年だが、花楯は帝国陸軍内での仮の名で、その正体は「神がかりの里」の長で、ざくろの異父兄。強い妖力を持ったざくろに自分の子供を産ませるため、ざくろを攫う。
かつては母を慕うも父に会う事を禁じられており、それがやがて母と村人の密会を父へ告発するという行動を取る事へと繋がる。因果関係は不明だが、それに前後して父をも畏怖させていた妖力が衰えていくことになる（アニメ版ではその兆候は見られない）。父をはじめそのことに気づいた者は消していたが、最終的には側近達にも気づかれ軽んじられるようになった結果、皮肉にも沢鷹自身も命を狙われることになる。神がかりの里をざくろ達と共に脱出した後は軍歴などを沢鷹が来る前の状態に戻し、人の世で細々と生きてゆこうと決める。ざくろともとりあえず和解することができた。
アニメ版では、炎上する館で突羽根の亡骸と運命を共にしようとするも、最終回終盤にて百緑と共に生存していたことが分かる。
乱杭（らんぐい）
声 - 井上喜久子
女郎蜘蛛。一見艶やかな美女だが、その容姿で人間の男たちを誘惑しては捕らえた後に喰う、残忍な性格の妖怪。ざくろの母親のことを知っている。沢鷹に一方的に想いを寄せており、その為ざくろを憎み殺そうとするようになる。
部下として百緑・橙橙姉妹を連れており、表向きは重宝しているが実際は半妖である彼女らを見下しており、都合の良い道具としか思っていない。
アニメ版では総角達がざくろを救出しに来た事によって起こった混乱に乗じ、橙橙を利用して里を炎上させる。その後、復活したざくろに殺された。
百緑（びゃくろく）
声 - 戸松遥
乱杭に仕える半妖で姉妹の姉。顔や体中に刺青があり、髪型はお団子。標準語で話す。
歌を使わずとも一時的に妖力を引き出すことが出来るが、体に負担がかかるため反動で吐血する事がある。乱杭の思惑には気がついているものの、妹を人質に取られていることや自らが半妖という事もあって逆らえずにいる。
アニメでは後に沢鷹と共に生き延びた事が判明した。
橙橙（だいだい）
声 - 寿美菜子
乱杭に仕える半妖で姉妹の妹。刺青は全くなく、髪型はポニーテール。一人称は「儂」で里なまり。
百緑とは違って乱杭に心酔している。姉に比べて妖力は弱く、剣術も未熟。そのため姉ばかりが用いられている事に苛立っている。
アニメ版では乱杭に利用された結果、妖力を吸い取られ命を落としてしまう。
突羽根（つくはね）
声 - 大原さやか
ざくろと沢鷹の母親。里で一番強い力を持つ巫女として里長に嫁ぎ沢鷹を産む。しかし息子と会うことも出来ない隔離された生活に悲嘆に暮れ、里を眺めている時に出会った人間の青年・恵永と愛し合うようになり、ざくろを身篭った。ざくろを産んだ後に里から離れ暫く生活していたが、一人里に引き戻される。
アニメ版では自ら里に戻り後に死亡する。
意地っ張りな一面があり、ざくろも母親の突羽根のこの性格を受け継いだものと思われる。
里長（さとおさ）
声 - 大川透
「神がかりの里」の先代の長。沢鷹の父親でざくろの継父。本名は不明。
突羽根に子供を生む事を強要しながら、息子と会わせる事は拒んだ。突羽根と恵永との間の子（ざくろ）を半妖にするよう命ずる。後に死亡するが、実際は殺された。
アニメ版では上記のようにして生まれたざくろの持つ半妖の力に執着するも、手中におさめられなかった事を苦しみながら死んだとされた。

### 総角家関係者
タエ
声 - 名塚佳織
総角家で働く使用人の女性。景に密かな恋心を抱いており、彼と親しいざくろに複雑な感情を抱く。
総角 組子（あげまき くみこ）
声 - 矢作紗友里
景の年の離れた幼い妹。耳を隠したざくろを一目見て半妖と見抜いたり、普通の人間には見えないはずの五英の姿が見えたりと不思議な力を持つ。
総角 守富（あげまき もりとみ）
声 - 斧アツシ
景の父にして帝国陸軍少将。西洋文化に心酔しており、家や家族の服装、食事などは全て洋風に徹底されている。女性の労働や社会進出には肯定的だが、妖人の事は時代遅れの化け物呼ばわりし、毛嫌いしている。ざくろ曰く「妖人が絡まなければ良い人」。
総角 千代子（あげまき ちよこ）
声 - 村井かずさ
景の母親。若く美しい容姿をしている。娘の組子と同じく、ざくろが半妖であることを見抜いていた。自身が少女時代にしていたと言うネックレスをざくろにプレゼントした。
五英（いつえ）
景が幼い頃に可愛がっていた猫。ある日突然景の前から姿を消したと思われていたが、実は猫又と化したために姿が見えなくなっていたことが、ざくろによって判明する。結果的に景が妖人が苦手になる原因の一つになってしまったが、ざくろの計らいで彼と再会する。

### その他
恵永（えなが）
声 - 森川智之
ざくろの父親。里から下りて来た突羽根と出会い恋に落ちるが、沢鷹に二人の関係を密告され、里長とその部下によって殺されてしまう。
折形綾（おりかた あや）
声 - 本田貴子
よろず屋「折屋」の女主人。人間であるが、妖人への偏見は持っておらず、妖人の麦と仲良く暮らしている。
麦（むぎ）
声 - 野中藍
折屋で働く幼い妖人。人懐っこい性格。母親が持っていた櫛を大切に持ち歩いている。その母親は行方不明となっていたが、薄蛍の能力で麦の記憶を辿ったところ、母親は既に殺されていることが判明した。

## 用語
半妖
妖怪と人間との混血。子を宿している女性が神隠しに遭うと腹の中の子が半妖と化すとされている。作中において、神がかりの里において子を宿している女性にいづなを憑依させる儀式が行われている。
純粋な妖怪でも人間でもない存在であることから、妖怪からも人間からも差別を受けることが多い。
女性の半妖は頭部に獣の耳がある以外は人間と大差ないが、男性の半妖は人の姿を保てず、亡霊と化す。（アニメのみの表現）
妖人省
日本陸軍が、妖怪絡みの問題を解決するために結成した省庁。所属しているのは、大半が陸軍所属の帝国軍人と妖怪と半妖である。

## テレビアニメ
2010年10月よりテレビ東京系列にて放送。全13話。なお、これに先がけて同年9月25日にはニコニコ生放送で、第1話〈特別版〉を含む特番『おとめ妖怪ざくろ 〜いざ妖々と 生放送〜』が配信された。
放送に合わせ、ケータイSNS『ちぷやタウン』ではアバターが、オンラインRPG『Master of Epic -The ResonanceAge Universe-』では「『おとめ妖怪 ざくろ』なりきり装備セット」が登場し、コラボクエストも実施された。

### スタッフ
- 原作 - 星野リリィ[5]
- 監督 - 今千秋[5]
- シリーズ構成 - 岡田麿里[5]
- キャラクターデザイン - 長谷川眞也[5]
- サブデザイン - 樋口聡美
- 美術監督 - 加藤浩[5]、保木いずみ[5]
- 色彩設計 - 伊藤由紀子[5]
- 撮影監督 - 大河内喜夫[5]
- 編集 - 西山茂[5]
- 音楽 - 杉本優[5]
- 音楽プロデューサー - 伊藤善之、櫻井優香
- 音楽制作 - ランティス
- 音響監督 - 明田川仁[5]
- チーフプロデューサー - 越智武、岡本真理、井口晴之
- プロデューサー - 小川容子、東不可止、三宅将典、松倉友二
- アニメーション制作 - J.C.STAFF[5]
- 製作 - ざくろ製作委員会[5]（アニプレックス、ランティス、幻冬舎コミックス、テレビ東京、NAS、J.C.STAFF）

### 主題歌
オープニングテーマ「MOON SIGNAL」
作詞 - 畑亜貴 / 作曲・編曲 - 虹音 / 歌 - スフィア
エンディングテーマ
作詞 - こだまさおり / 作曲・編曲 - 橋本由香利
「初戀は柘榴色」（第一話、第三話、第七話、第十話）
歌 - 西王母桃（中原麻衣） / 語り - 総角景（櫻井孝宏）
「二人静」（第四話、第六話、第八話、第十二話）
歌 - 薄蛍（花澤香菜）、芳野葛利劔（日野聡）
「純情マスカレイド」（第二話、第五話、第九話、第十一話）
歌 - 雪洞（豊崎愛生）、鬼灯（堀江由衣）、花桐丸竜（梶裕貴）

### 各話リスト
| 話数     | サブタイトル   | 脚本       | 絵コンテ              | 演出                 | 作画監督                                                                                 | 総作画監督 |
| -------- | -------------- | ---------- | --------------------- | -------------------- | ---------------------------------------------------------------------------------------- | ---------- |
| 第一話   | いざ、妖々と   | 岡田麿里   | 今千秋                | 今千秋               | 長谷川眞也                                                                               | 長谷川眞也 |
| 第二話   | あか、煌々と   | 岡田麿里   | 大原実                | 玉田博               | 小谷杏子、山中純子 元昌喜                                                                | 島村秀一   |
| 第三話   | かこ、哀々と   | 岡田麿里   | 福田道生              | 佐藤光               | 松下郁子、山本道隆                                                                       | 長谷川眞也 |
| 第四話   | きょり、怖々と | 森田眞由美 | 大原実 わたなべひろし | 徳本善信             | 山田真、山﨑克之                                                                         | 島村秀一   |
| 第五話   | わな、粘々と   | 岡田麿里   | そ〜とめこういちろう  | そ〜とめこういちろう | 樋口聡美、山元浩 谷口繁則                                                                | 長谷川眞也 |
| 第六話   | ゆきて、事々と | 岡田麿里   | 今千秋                | 橋本敏一             | 宮下雄次、森前和也 中山由美                                                              | 島村秀一   |
| 第七話   | うち、猫々と   | 森田眞由美 | 小滝礼                | 平田豊               | 佐々木睦美                                                                               | 長谷川眞也 |
| 第八話   | あめ、徒々と   | 森田眞由美 | 鈴木洋平              | 鈴木洋平             | 中山由美、松下郁子                                                                       | 島村秀一   |
| 第九話   | さち、恋々と   | 岡田麿里   | 小滝礼                | 玉田博               | 窪敏、元昌喜                                                                             | 長谷川眞也 |
| 第十話   | かげ、追々と   | 岡田麿里   | 今千秋                | 佐藤光               | 亀谷響子、森前和也 谷口繁則、宮下雄次                                                    | 島村秀一   |
| 第十一話 | ふれて、殻々と | 岡田麿里   | そ〜とめこういちろう  | そ〜とめこういちろう | 松下郁子、元昌喜 中村勇介、福永純一 宮嶋仁志                                             | 長谷川眞也 |
| 第十二話 | きき、焦々と   | 岡田麿里   | 福島宏之              | 鈴木洋平             | 中山由美                                                                                 | 島村秀一   |
| 第十三話 | おわり、燦々と | 岡田麿里   | 今千秋                | 今千秋               | 長谷川眞也、若山政志 小野田将人、中山由美 樋口聡美、谷口繁則 亀谷響子、松下郁子 森前和也 | 長谷川眞也 |

### 放送局
| 放送地域   | 放送局             | 放送期間                       | 放送日時                     | 放送系列       | 備考             |
| ---------- | ------------------ | ------------------------------ | ---------------------------- | -------------- | ---------------- |
| 関東広域圏 | テレビ東京         | 2010年10月5日 - 12月28日       | 火曜 1:30 - 2:00（月曜深夜） | テレビ東京系列 | 製作委員会参加   |
| 愛知県     | テレビ愛知         | 2010年10月7日 - 12月30日       | 木曜 1:58 - 2:28（水曜深夜） | テレビ東京系列 |                  |
| 大阪府     | テレビ大阪         | 2010年10月9日 - 2011年1月8日   | 土曜 2:35 - 3:05（金曜深夜） | テレビ東京系列 |                  |
| 日本全域   | ニコニコチャンネル | 2010年10月9日 - 2011年1月1日   | 金曜深夜 更新                | ネット配信     | 最新話1週間無料  |
| 日本全域   | バンダイチャンネル | 2010年10月11日 -               | 月曜 更新                    | ネット配信     |                  |
| 日本全域   | ShowTime           | 2010年10月18日 -               | 金曜 12:00 更新              | ネット配信     |                  |
| 日本全域   | AT-X               | 2010年10月23日 - 2011年1月15日 | 土曜 8:00 - 8:30             | CS放送         | リピート放送あり |
| 滋賀県     | びわ湖放送         | 2011年3月29日 - 6月21日        | 火曜 2:00 - 2:30（月曜深夜） | 独立UHF局      |                  |

### 音声ミニドラマ
公式サイト内で期間限定配信された約10分の音声ドラマ。全2話。第1話直前の男女側それぞれの様子が描かれている。
キャスト
- 西王母桃 - 中原麻衣
- 薄蛍 - 花澤香菜
- 雪洞 - 豊崎愛生
- 鬼灯 - 堀江由衣
- 総角景 - 櫻井孝宏
- 芳野葛利劔 - 日野聡
- 花桐丸竜 - 梶裕貴
- おばあさん - 片貝薫

スタッフ
- 音響監督 - 明田川仁
- シナリオ - 秋月ひろ（1話）、恵村まお（2話）
- 製作 - ランティス、アニプレックス
- 協力 - 星野リリィ、今千秋、岡田麿里

タイトル
1. "成"の予感 〜半妖編〜
2. "成"の予感 〜少尉編〜

## Webラジオ
- タイトル - 「少尉茶寮 ざくろ」
- パーソナリティ - 日野聡（芳野葛利劔 役）、梶裕貴（花桐丸竜 役）
- 配信サイト - ランティスウェブラジオ
- 配信期間 - 2010年8月13日（プレ配信）、2010年9月1日 - 2010年12月29日（毎週水曜日配信）
- ゲスト
  - 第7回 - 中原麻衣（西王母桃 役）
  - 第13回 - 櫻井孝宏（総角景 役）
  - 第17回 - 岡本信彦（豆蔵 役）

## ドラマCD
概要
CDジャケットには、西王母桃、総角景、薄蛍、芳野葛利劔、雪洞、鬼灯、花桐丸竜が描かれている。
アニメ本編の後日談が収録されている。
収録内容
| # | タイトル                                       | 時間  |
| - | ---------------------------------------------- | ----- |
| 1 | 【プロローグ】 中将&総角少将                   | 1:27  |
| 2 | 【豆蔵講談】 ドラマのはじまり、はじまりぃ〜    | 1:53  |
| 3 | 【西王母&景 編】 クリスマスイブをやろう        | 12:26 |
| 4 | 【小さきもの劇場】 サンタさんの贈り物          | 6:54  |
| 5 | 【薄蛍&利劔 編】 今日は、「満」の日            | 11:37 |
| 6 | 【三升・三扇・三葉杏 小話】 妖人省を喰っちまう | 3:53  |
| 7 | 【雪洞・鬼灯&丸竜 編】 丸竜の看病              | 12:34 |
| 8 | 【エピローグ】 中将&総角少将                   | 2:52  |

## 関連商品

### 書籍

#### コミック(原作)
幻冬舎コミックス・バーズコミックス 既刊10巻（2015年4月時点）
1. 2008年1月24日 ISBN 978-4-344-81187-4
2. 2008年9月24日 ISBN 978-4-344-81411-0
3. 2009年4月24日 ISBN 978-4-344-81622-0
4. 2010年3月24日 ISBN 978-4-344-81907-8
5. 2010年9月24日 ISBN 978-4-344-82037-1
6. 2011年7月24日 ISBN 978-4-344-82263-4/特装版 ISBN 978-4-344-82264-1
7. 2012年4月24日 ISBN 978-4-344-82458-4
8. 2013年3月23日 ISBN 978-4-344-82761-5/限定版 ISBN 978-4-344-82728-8
9. 2014年3月24日 ISBN 978-4-344-83010-3/限定版 ISBN 978-4-344-82981-7
10. 2015年3月24日 ISBN 978-4-344-83290-9/限定版 ISBN 978-4-344-83289-3

#### ノベル
幻冬舎コミックス・バーズノベルス 全2巻
- おとめ妖怪 ざくろ 〜真赭（まそほ）の章〜
  - 2010年12月15日 ISBN 978-4-344-82092-0（著者 - 揚羽千景 / 原作・イラスト - 星野リリィ）
- おとめ妖怪 ざくろ 〜紺碧 （こんぺき）の章〜
  - 2011年10月28日 ISBN 978-4-344-82161-3（著者 - 揚羽千景 / 原作・イラスト - 星野リリィ）

#### アニメムック
幻冬舎コミックス・バーズコミックススペシャル 全3巻
- おとめ妖怪ざくろ フィルムコミックス
  1. 2011年4月23日 ISBN 978-4-344-82213-9
  2. 2011年5月24日 ISBN 978-4-344-82232-0
  3. 2011年6月24日 ISBN 978-4-344-82251-1

幻冬舎コミックス大型本　全1巻
- TVアニメ「おとめ妖怪ざくろ」公式ガイドブック 妖人省追想帳
  - 2011年4月26日 ISBN 978-4-344-82188-0

### CD
| タイトル                  | 発売日         | 規格品番             | 備考                         |
| ------------------------- | -------------- | -------------------- | ---------------------------- |
| 初戀幻燈機                | 2010年11月24日 | LASM-4085            | エンディング・テーマ集       |
| 恋華音盤                  | 2010年12月22日 | LASA-9019〜LASA-9020 | オリジナル・サウンドトラック |
| 活劇音盤 〜さき、共々と〜 | 2011年1月12日  | LASA-5077            | ドラマCD                     |
| 歌謡小咄集                | 2011年2月9日   | LASA-5083            | バラエティCD                 |

### DVD
| 巻数               | 発売日         | 収録内容       | 規格品番  |
| ------------------ | -------------- | -------------- | --------- |
| おとめ妖怪ざくろ 1 | 2010年11月24日 | 第1話〜第2話   | ANZB-3690 |
| おとめ妖怪ざくろ 2 | 2010年12月22日 | 第3話〜第4話   | ANZB-3962 |
| おとめ妖怪ざくろ 3 | 2011年1月26日  | 第5話〜第6話   | ANSB-3964 |
| おとめ妖怪ざくろ 4 | 2011年2月23日  | 第7話〜第8話   | ANZB-3966 |
| おとめ妖怪ざくろ 5 | 2011年3月23日  | 第9話〜第11話  | ANZB-3968 |
| おとめ妖怪ざくろ 6 | 2011年4月27日  | 第12話〜第13話 | ANZB-3970 |

### パチスロ
パチスロ おとめ妖怪ざくろ
2015年6月に北電子よりリリース。

## イベント
2010年8月29日開催の『キャラホビ（幕張メッセ）』メインステージにて、ざくろ役の中原麻衣と主要男性声優陣によるイベントが開催された。花澤香菜・豊崎愛生・堀江由衣、スフィアからのビデオメッセージも流れた。
2011年1月16日に横浜BLITZにて『〜春、爛漫と〜』が2部制で開催された。主要声優陣、スフィアが出演。司会は南かおり。チケットはDVD第1巻購入者先行発売もあった。事前告知では第1部は女性声優陣、第2部は男性声優陣の出演であったが、サプライズで両方の部に主要声優陣全員が出演した。

## 舞台
同名タイトルの舞台化作品が、2017年に全労済ホール／スペース・ゼロで上演。脚本・演出は大和田悟史、音楽監督YOSHIZUMI、主演は遊馬晃祐、ほか出演は脇崎智史、阿部快征、野田和佳子、高橋優里花。